# わらいのじかん
『わらいのじかん』は、1999年から2000年にかけて、テレビ朝日系列で放送されていたテレビ朝日、吉本興業制作のバラエティ番組である。また、本項では、『わらいのじかん2』についても記述する。

## わらいのじかん
- 放送期間：1999年10月23日 - 2000年3月18日
- 放送時間：土曜日18:58 - 19:59(JST) （朝日放送を除く。詳細はネット局の欄を参照。）

### 内容
松本人志と今田耕司の2人をMCに迎え、吉本のタレントで数々を追求する番組であったが視聴率は振るわず、路線変更の末に打ち切りとなった。2000年にはVHSソフト化された。
「オリジナル中華まんを作ろう」との企画で松本が試作した「酒かすまん」と今田が試作した「とうがらしビーフンまん」が実際にコンビニエンスストアのサンクスで発売された。元々街角試食者には「ハンバーグまん」という中華まんが好評であったが、ありきたりであるということで、「打倒!ハンバーグまん」を目指し作られたのが上記の2つである。なお「納豆まん」・「漬物まん」は、試食者には不評だった。そして、出演者、一般の試食者全員からマズいとの烙印を押されたにもかかわらず作られた「ミルクウエハースまん」、ほかにも「ニューハッカまん」などといった特徴的なものも企画された。
オープニングには、架空の特撮ヒーロードラマ風の映像が使用され、また、テーマ曲は松本が作詞を担当した。

### 主な企画
- 徹底討論どうするどうなる吉本興業 - 『朝まで生テレビ!』を意識した座組のセットに、吉本芸人同士の暴露エピソードが繰り広げられる。
- 西川きよしのがんばりや！
- でんわ-TELEPHONE- - 松本と今田が吉本芸人に電話でトークする内容。野沢直子や島田洋七、当時そこまで松本とガッツリとした共演がなかったロンドンブーツ1号2号が出演。
- 1999創作ダンスコンテスト
- 寝起きハイテンショングランプリ - 『ダウンタウンのごっつええ感じ』でかつて行われてた、全く同じ企画。吉本芸人以外では上島竜兵（ダチョウ倶楽部）や当時ジョーダンズとして活動していた三又忠久（現・三又又三）が出演。司会進行は当時テレビ朝日アナウンサーであった丸川珠代や下平さやかが担当した。
- 笑ってよ松っちゃん
- なりきり写真グランプリ
- 友野英俊のボンタン狩り
- 渋谷ワールドサファリバスツアー
- 第1回吉本杯争奪ヘッドボウリング選手権
- 松ちゃんビデオフェスティバル

### 芸人ナンバー
吉本興業での芸歴順の番号。番組内で判明したのは下記のもの。（1999年10月 - 2000年3月当時） 
| - No.014 西川きよし - No.015 坂田利夫 - No.022 桂三枝（現・六代目桂文枝） - No.034 間寛平 - No.037 西川のりお - No.051 ぼんちおさむ - No.060 島田紳助 - No.062 オール巨人 - No.075 村上ショージ - No.095 松本人志（ダウンタウン） - No.096 浜田雅功（ダウンタウン） - No.118 野沢直子 - No.119 太平かつみ - No.126 水野透（リットン調査団） - No.127 今田耕司 - No.128 板尾創路 (130R) - No.129 蔵野孝洋 (130R) - No.130 木村祐一 - No.131 東野幸治 - No.135 藤原光博（リットン調査団） - No.153 ぜんじろう - No.157 山崎邦正 - No.170 宮迫博之（雨上がり決死隊） - No.171 蛍原徹（雨上がり決死隊） - No.175 山田花子 - No.179 千原靖史（千原兄弟） | - No.180 千原浩史（千原兄弟） - No.182 原西孝幸（FUJIWARA） - No.183 藤本敏史（FUJIWARA） - No.187 白川悟実（$10） - No.192 高杉Jay二郎 - No.196 尾崎小百合 - No.197 加藤浩次（極楽とんぼ） - No.198 山本圭壱（極楽とんぼ） - No.199 友野英俊 - No.240 山下しげのり（ジャリズム） - No.249 アキ（水玉れっぷう隊） - No.250 ケン（水玉れっぷう隊） - No.277 遠藤章造（ココリコ） - No.278 田中直樹（ココリコ） - No.281 藤井隆 - No.340 田村淳（ロンドンブーツ1号2号） - No.341 田村亮（ロンドンブーツ1号2号） - No.349 山口智充（DonDokoDon） - No.350 平畠啓史（DonDokoDon） - No.365 浜本広晃（$10） - No.394 ゴリ（ガレッジセール） - No.395 川田広樹（ガレッジセール） - No.398 中川貴志（ランディーズ） - No.399 高井俊彦（ランディーズ） - No.430 ジャガー横田 - No.516 デーモン小暮 |

### スタッフ
- 構成・ブレーン : かわら長介、長谷川朝二、川野将一、下田健一、渡辺鐘／今田耕司
- 技術 : 森野憲俊
- SW : 河西純
- CAM : 遠山康之
- VE : 水野博道
- AUD : 高橋幸則
- 照明 : 北澤正樹
- VTR編集 : 宮村浩高、平田孝聡
- MA : 田辺邦明
- 音効 : 中村康治
- 美術 : 永田勝明
- セットデザイン : 野口陽介
- 美術進行 : 秋山真弥
- タイトルデザイン : 堀内肇
- スタイリスト : 高堂のりこ
- ヘアメイク : 藤井理花
- AP : 小川仁（吉本興業）、古賀卓・宇野祐司（ワイズビジョン）
- ディレクター : 小林ユージ、並木慶、菊井徳明、高橋純、武石政人、柏渕亘
- 演出 : 西田二郎（ワイズビジョン）
- 総合演出 : 白岩久弥（ワイズビジョン）
- プロデューサー : 岡本昭彦（吉本興業）、武野一起（ワイズビジョン）、大野克己（IVSテレビ制作）、杉村全陽（テレビ朝日）
- 美術協力 : フジアール
- 技術協力 : ニユーテレス、FLT、レモンスタジオ、BAY SIDE STUDIO、フリー・フォーム・カンパニー、サウンドエフェクト、HIBINO、八峯テレビ
- スタッフ協力 : Hi-Moon、バックアップメディア
- 制作協力 : ワイズビジョン
- 制作 : テレビ朝日、吉本興業

## わらいのじかん2
- 放送期間 : 2000年4月29日 - 2000年9月16日
- 放送時間 : 土曜日18:58 - 19:59（JST、朝日放送を除く。詳細はネット局の欄を参照。）

### 内容
視聴者からの投稿ネタを中心とした番組構成に変更された。松本が父、今田が母（今子）、杉田かおるが長女、釈由美子が次女、えなりかずきが長男との設定の、スタジオセットでそれぞれの役を演じる半コント仕立。『欽ドン!』にも見られたスタイルだが、進行は主にフリートーク風で行われた。また、各コーナーは、松本家を訪れた番組レギュラーが進行する形式となった。
視聴率は2.2%というゴールデンタイムとしては異例の低視聴率を記録する回もあり、番組は5か月で打ち切りとなった。また、本番組の終了から7か月後の2001年4月に開始された藤井隆司会の『ベストヒットTV』には、今田・木村祐一も準レギュラーとして出演した。

### 出演者
- 杉田かおる（役名：松本ちはる）※杉田が子役時代に出演したドラマ『パパと呼ばないで』での役名に由来する。
- 釈由美子（役名：松本釈子）
- えなりかずき（役名：松本かずき）
- 藤井隆　※松本家に下宿するタレントとして出演
- 木村祐一
- 雨上がり決死隊
- DonDokoDon
- 志村けん　※普段は2階で1人でいるという祖父の設定で変なおじさんの格好でゲスト出演

### 主なコーナー
- かえカラ - DonDokoDonが進行する企画のため、店の名前を「ドンドン」にしていた。
- クイズ知り自慢 - 当初はシマウマのセットがあり、タイトルも「知り自慢ジマウマ」であったが、途中から「いなくなった」。
- みんなの写真でがんばって！ - 『一人ごっつ』等で行われていた「写真で一言」を、視聴者からの投稿写真をお題にして行なっていた。松本だけではなく、今田らファミリー達も回答を出し合っていたが、中でも釈の回答が際立っていて、松本からも絶賛を浴びていた。
- お名前覚えまショウ - 吉本の新人が名前が入った立て札とともに登場し一芸を披露して次から次へと入れ替わっていく。一巡したのち、新人達は立て札の名前を隠して再登場し、パネリスト達が記憶を頼りに名前を当てるコーナー。前『わらいのじかん』では、ダウンタウン両名が名前を当てる側として出演していた。ケンドーコバヤシ、なかやまきんに君、コンビ時代の椿鬼奴、カラテカ、森三中、品川庄司、増谷キートンの無名時代を垣間見ることができる。同コーナー内でまさまさきのり時代の錦鯉長谷川がウザからみをしたため、浜田にかわいがりをされたエピソードがある。

### スタッフ
- 構成・ブレーン : かわら長介、倉本美津留、長谷川朝二、川野将一、下田健一、渡辺鐘、木村祐一
- ディレクター : 並木慶、菊井徳明、福島和弘、中村崇、米田哲（ワイズビジョン）
- 演出 : 西田二郎（ワイズビジョン）
- プロデューサー : 岡本昭彦（吉本興業）、武野一起（ワイズビジョン）
  - 杉村全陽（テレビ朝日）
- 総合演出 : 白岩久弥（ワイズビジョン）
- 美術協力 : フジアール
- 技術協力 : ニユーテレス、FLT、レモンスタジオ、サウンドエフェクト
- スタッフ協力 : Hi-Moon、バックアップメディア
- 制作協力 : ワイズビジョン

## ネット局
| 放送対象地域  | 放送局           | 系列           | ネット形態 |
| ------------- | ---------------- | -------------- | ---------- |
| 関東広域圏    | テレビ朝日       | テレビ朝日系列 | 制作局     |
| 北海道        | 北海道テレビ     | テレビ朝日系列 | 同時ネット |
| 青森県        | 青森朝日放送     | テレビ朝日系列 | 同時ネット |
| 岩手県        | 岩手朝日テレビ   | テレビ朝日系列 | 同時ネット |
| 宮城県        | 東日本放送       | テレビ朝日系列 | 同時ネット |
| 秋田県        | 秋田朝日放送     | テレビ朝日系列 | 同時ネット |
| 山形県        | 山形テレビ       | テレビ朝日系列 | 同時ネット |
| 福島県        | 福島放送         | テレビ朝日系列 | 同時ネット |
| 新潟県        | 新潟テレビ21     | テレビ朝日系列 | 同時ネット |
| 長野県        | 長野朝日放送     | テレビ朝日系列 | 同時ネット |
| 静岡県        | 静岡朝日テレビ   | テレビ朝日系列 | 同時ネット |
| 石川県        | 北陸朝日放送     | テレビ朝日系列 | 同時ネット |
| 中京広域圏    | 名古屋テレビ     | テレビ朝日系列 | 同時ネット |
| 近畿広域圏    | 朝日放送         | テレビ朝日系列 | 先行放送   |
| 島根県 鳥取県 | 山陰放送         | TBS系列        | 遅れネット |
| 広島県        | 広島ホームテレビ | テレビ朝日系列 | 同時ネット |
| 山口県        | 山口朝日放送     | テレビ朝日系列 | 同時ネット |
| 香川県 岡山県 | 瀬戸内海放送     | テレビ朝日系列 | 同時ネット |
| 愛媛県        | 愛媛朝日テレビ   | テレビ朝日系列 | 同時ネット |
| 福岡県        | 九州朝日放送     | テレビ朝日系列 | 同時ネット |
| 長崎県        | 長崎文化放送     | テレビ朝日系列 | 同時ネット |
| 熊本県        | 熊本朝日放送     | テレビ朝日系列 | 同時ネット |
| 大分県        | 大分朝日放送     | テレビ朝日系列 | 同時ネット |
| 鹿児島県      | 鹿児島放送       | テレビ朝日系列 | 同時ネット |
| 沖縄県        | 琉球朝日放送     | テレビ朝日系列 | 同時ネット |